# اومجی
کیم یه وون (کره‌ای: 김예원؛ زادهٔ ۱۹ اوت ۱۹۹۸) که بیشتر با نام هنری اومجی (کره‌ای: 엄지؛ انگلیسی: Umji) شناخته می‌شود، خواننده و رقصنده اهل کره جنوبی است. او عضو سابق گروه دخترانه جی‌فرند و عضو کنونی گروه دخترانه ویویز است.

## اوایل زندگی
اومجی زادهٔ ۱۹ اوت ۱۹۹۸ در اینچئون، کره جنوبی است و کوچک‌ترین دختر در خانواده‌اش است و یک برادر و یک خواهر بزرگتر دارد. پدرش دندانپزشک و رئیس یک شرکت دندانپزشکی مشهور در کره جنوبی است.